# Treasure Kronos
Treasure Kronos, född 19 april 2012 i Italien, är en svenskägd italiensk varmblodig travhäst. Hon tränas av Jerry Riordan och körs oftast av Christoffer Eriksson. I mars 2018 exporterades hon till Nordamerika för att tävla en sista säsong där innan hon ska bli fölsto.
Treasure Kronos är Raja Mirchis näst vinstrikaste avkomma (efter Cyber Lane). Hon har till mars 2018 sprungit in 5 miljoner kronor på 40 starter varav 11 segrar, 8 andraplatser och 3 tredjeplatser. Hon tog karriärens hittills största seger i Critérium Continental (2016). Bland andra stora segrar räknas Breeders' Crown för 3-åriga (2015) och Stosprintern (2016). Hon kom även på andraplats i EM för femåringar (2017) och Prix Ténor de Baune (2017).
Hon deltog i världens största travlopp Prix d'Amérique (2017), men slutade oplacerad.

## Karriär
Treasure Kronos debuterade i lopp den 5 maj 2015 på Jägersro. Hon slutade på sjätteplats i loppet efter att ha galopperat och tappat flera meter. Hon tog sin första seger i karriärens åttonde start den 8 november 2015 på Sundbyholms travbana, då hon vann finalen av Breeders' Crown för treåriga ston. Hon vann på segertiden 1.12,9 över 2140 meter med autostart, vilket är den snabbaste segertiden någonsin i en Breeders' Crown-final i den aktuella klassen. Totalt vann hon tre av tio lopp under debutsäsongen 2015.
Säsongen 2016 kom hon i den tredje starten på tredjeplats i Drottning Silvias Pokal den 14 maj på Åbytravet. Den 9 juli vann hon både försöks- och finallopp av Stosprintern på Halmstadtravet. Stosprintern följdes upp med en andraplats i semifinalen av Breeders' Crown för fyraåriga ston den 23 oktober på Solvalla. I finalen den 6 november på Sundbyholms travbana slutade hon återigen på andraplats. Mellan december 2016 och mars 2017 tävlade Treasure Kronos i Frankrike. Hon debuterade på Vincennesbanan i Paris den 25 december i fyraåringsloppet Critérium Continental, tillsammans med kusken Christoffer Eriksson. Ekipaget vann loppet och detta blev hennes hittills största seger sett till vinstsumman på 1 miljon kronor. Efter loppet fick hon även en inbjudan till 2017 års upplaga av Prix d'Amérique. Den 29 januari 2017 startade hon Prix d'Amérique, men slutade oplacerad bakom vinnaren Bold Eagle.
Den 30 september 2017 kom hon på andraplats bakom Readly Express i Europeiskt femåringschampionat som gick av stapeln på Solvalla. Under hösten reste hon till Paris i Frankrike för att delta i det franska vintermeetinget. Hon startade i Prix Marcel Laurent den 9 november, där hon kom på sjätteplats. Den andra starten under vintermeetinget gjordes i Prix Ténor de Baune den 24 december, där hon slutade på andraplats. Den 14 januari 2018 kom hon på femteplats i Prix de Belgique. Hon startade sedan i Prix du Luxembourg den 27 januari, men blev där oplacerad.
Efter vintern i Paris återvände hon i slutet av februari 2018 till Sverige. Den 3 mars 2018 startade hon i Stoeliten inom V75 på hemmabanan Halmstadtravet. Hon var favoritspelad i loppet, men diskvalificerades efter att ha startgalopperat. I mars 2018 exporterades hon till Nordamerika för att tävla en sista säsong där innan hon ska bli fölsto.